# Beni Ostler
Beni Ostler (* 6. September 1944 in Garmisch-Partenkirchen; † 11. Dezember 2000 ebenda) war ein deutscher Volksmusiker und Ensembleleiter.

## Leben
Beni Oster war der Sohn des Bobsportlers Andreas Ostler. Im Alter von fünf Jahren begann er, Akkordeon zu spielen und erlernte nach kurzem  Unterricht das Instrument autodidaktisch nach Gehör. Später spielte er auch Knopfharmonika, Gitarre, Kontragitarre und Bass. Die ersten öffentlichen Auftritte erfolgten 1963 in Grainau im Duo und Trio; Ostler musizierte in dieser Zeit auch in Bars.
1969 gründete er gemeinsam mit seiner Schwester Mathilde die Werdenfelser Musikanten mit der Besetzung Akkordeon, Hackbrett, Zither, Gitarre und Bass. Dazu wurde dreistimmig im Werdenfelser Dialekt gesungen. 1979 erfolgte die Gründung der Waxlstoana Musikanten; Zither und Hackbrett wurden durch Trompete und Klarinette ersetzt, den Basspart übernahm bei vielen Titeln das Bariton. Der mehrstimmige Gesang wurde zunächst beibehalten, später sang Mathilde Ostler-Jochner auch Solo.

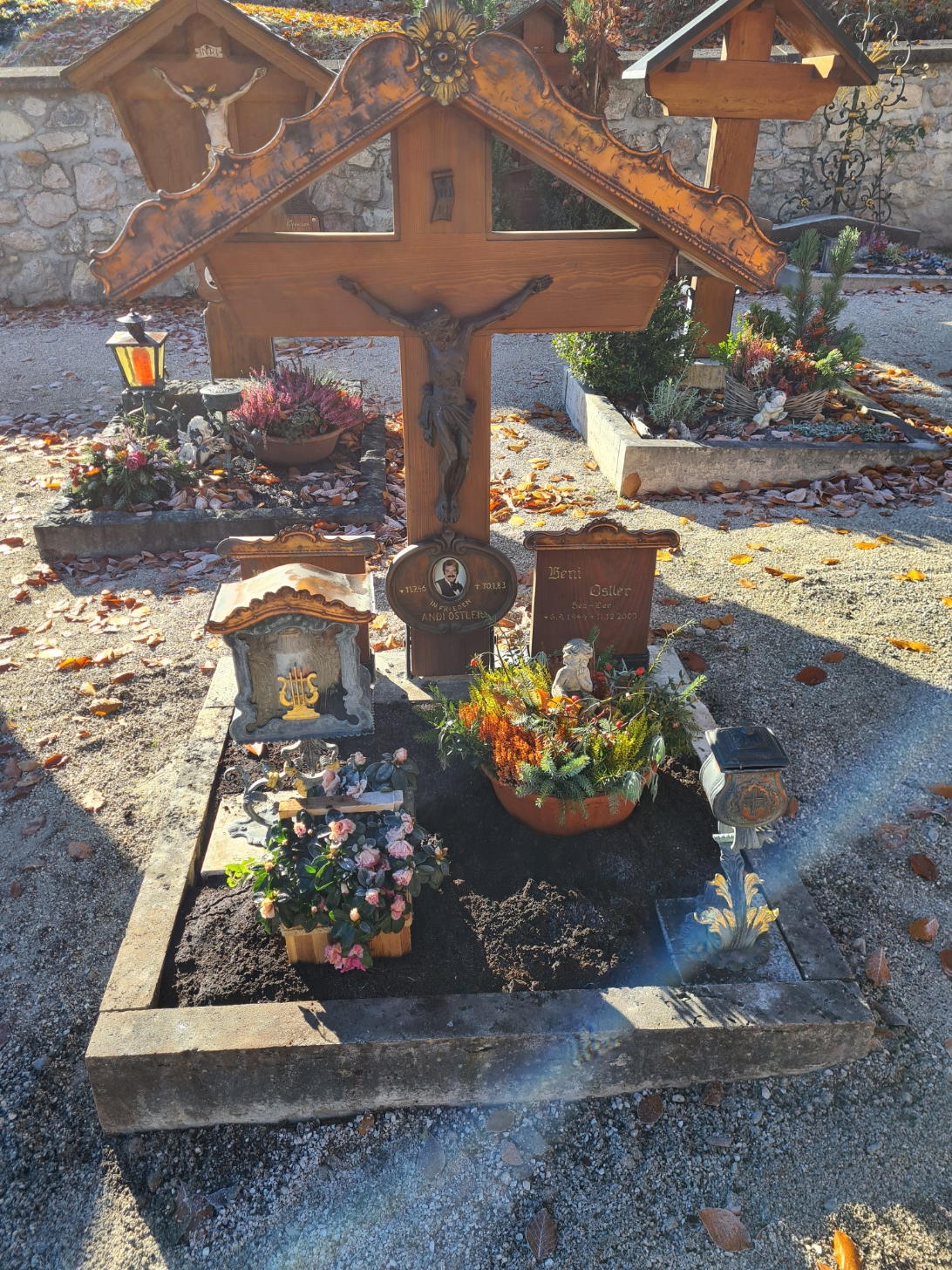

Beni Ostler produzierte zahlreiche volkstümliche Titel, die auf Schallplatte, Kassette und CD veröffentlicht wurden.

## Diskografie (Auswahl)
- 1992: Gruß an Südtirol (Sony BMG)
- 1993: Beim Beni dahoam (Koch International)
- 1994: 25 Jahre Erinnerungen
- 1995: Musikanten jetzt geht’s auf (Tyrostar/Tyrolis)
- 2005: Oi wei lustig (Vm Records/MCP Sound & Media)